# Ypthima septemocellata
Ypthima septemocellata är en fjärilsart som beskrevs av Embrik Strand 1909. Ypthima septemocellata ingår i släktet Ypthima och familjen praktfjärilar. Inga underarter finns listade i Catalogue of Life.